# کیتا راقسا
کیتا راقسا (به اسپانیایی: Kita Raqsa) یک کوه در پرو است که در Peru, Ancash Region واقع شده‌است. کیتا راقسا ۴٬۲۰۰ متر بالاتر از سطح دریا واقع شده‌است.